# Thích hợp sinh thái
Sự thích hợp sinh thái (Ecological fitting) là quá trình sinh vật định cư và tồn tại trong các môi trường mới, sử dụng các nguồn tài nguyên mới hoặc hình thành các liên kết sinh thái mới với các loài khác do kết quả của các bộ đặc điểm mà chúng vốn có tại thời điểm chúng gặp phải điều kiện mới. Thích hợp sinh thái hay thích nghi sinh thái hay phù hợp sinh thái còn có thể được hiểu là một tình huống trong đó các tương tác của một loài với môi trường sinh vật và phi sinh học của nó dường như cho thấy lịch sử của quá trình tiến hóa, trong khi trên thực tế, các đặc điểm liên quan phát triển để đáp ứng với một loạt các điều kiện sinh học và phi sinh học khác nhau. Các loài du nhập và loài xâm lấn là ví dụ điển hình về tính thích hợp, chúng sinh sôi nảy nở, phát triển mạnh mẽ trong môi trường mới một cách nhanh chóng (loài thích nghi) mà không cần đến quá trình thích nghi và lịch sử tiến hóa.

## Đại cương
Hình thức phù hợp sinh thái đơn giản nhất là tiếp cận và sử dụng tài nguyên, trong đó một sinh vật tiếp tục khai thác các nguồn tài nguyên đó, nhưng trong một vật chủ hoặc môi trường mới. Trong khuôn khổ này, sinh vật chiếm giữ một môi trường hoạt động đa chiều được xác định bởi các điều kiện mà nó có thể tồn tại, tương tự như ý tưởng về ổ sinh thái. Trong trường hợp này, một loài có thể định cư trong môi trường mới (ví dụ một khu vực có cùng nhiệt độ và chế độ nước) và/hoặc hình thành các tương tác giữa loài mới (ví dụ: ký sinh trùng lây nhiễm sang vật chủ mới) có thể dẫn đến hiểu sai mối quan hệ là hệ số tiến hóa, mặc dù sinh vật đã không tiến hóa và đang tiếp tục khai thác các nguồn tài nguyên mà nó luôn có.
Định nghĩa chặt chẽ hơn về sự phù hợp sinh thái đòi hỏi một loài phải gặp một môi trường hoặc vật chủ bên ngoài môi trường hoạt động ban đầu của nó và có được khả năng thích hợp được thực hiện dựa trên các đặc điểm được phát triển trong các môi trường trước đây mà bây giờ được hợp tác cho một mục đích mới. Hình thức phù hợp sinh thái chặt chẽ này cũng có thể được thể hiện dưới dạng sự xâm chiếm môi trường sống mới hoặc hình thành các tương tác giữa các loài mới. Sự thích hợp sinh thái có thể xảy ra theo nhiều cơ chế và có thể giúp giải thích một số hiện tượng sinh thái.
Theo dõi nguồn lợi có thể giúp giải thích nghịch lý ký sinh trùng rằng ký sinh trùng là những chuyên gia có phạm vi môi trường hẹp, điều này sẽ khuyến khích sự trung thành của chúng với vật chủ, tuy nhiên các nhà khoa học thường quan sát thấy sự thay đổi của ký sinh trùng đối với vật chủ mới, cả trong hồ sơ phát sinh loài và thời gian sinh thái. Sự phù hợp sinh thái có thể giải thích tần suất của hiện tượng này: tương tự như giai đoạn mở rộng của chu kỳ sống theo chu kỳ được mô tả bởi Janzen, một loài trải qua các xung đơn vị phân loại, thường trong thời gian xáo trộn sinh thái, và mở rộng phạm vi của nó, phân tán và thuộc địa hóa các khu vực mới. 

## Điển hình
Các nghiên cứu về các loài du nhập có thể cung cấp một số bằng chứng tốt nhất về sự phù hợp sinh thái, bởi vì sự xâm lấn của các loài đại diện cho các thí nghiệm tự nhiên để kiểm tra cách một loài mới phù hợp với cộng đồng. Hệ sinh thái xâm lấn dạy chúng ta rằng những thay đổi trong phạm vi địa lý có thể xảy ra nhanh chóng, theo yêu cầu của mô hình Janzen để phù hợp sinh thái, và phù hợp sinh thái cung cấp một cơ chế quan trọng, theo đó các loài mới có thể hòa nhập một cách nhanh chóng vào một cộng đồng sinh thái hiện có mà không cần thích nghi hoặc phải trải qua quá trình thích nghi hóa với môi trường hợp.
Những thí nghiệm tự nhiên này thường chỉ ra rằng các cộng đồng bị thống trị bởi các loài xâm lấn, chẳng hạn như các cộng đồng sinh vật trên Đảo Ascension, có thể đa dạng và phức tạp như các cộng đồng bản địa. Ngoài ra, các nghiên cứu phát sinh loài cho thấy bằng chứng về sự phù hợp sinh thái khi các dòng họ của các loài liên quan không tương quan theo thời gian tiến hóa, nghĩa là, nếu vật chủ-ký sinh trùng hoặc các tương tác khác có liên quan chặt chẽ như đã được tin trước đây, ký sinh trùng không nên chuyển sang vật chủ không liên quan. Kiểu chuyển đổi vật chủ này đã được thể hiện nhiều lần: trong các mối quan hệ côn trùng-thực vật.
Rừng mây mù do con người tạo ra trên Núi Xanh (Green Mountain), Đảo Ascension là một ví dụ về cách các loài thực vật không liên quan và không liên kết có thể hình thành một hệ sinh thái hoạt động bình thường mà không có lịch sử tiến hóa chung. Các tài liệu thế kỷ 19 về hòn đảo, bao gồm cả Charles Darwin trong chuyến thám hiểm của ông trên tàu Beagle, đã mô tả hòn đảo đá là nghèo nàn và trơ trụi. Thực vật được đưa đến đảo bởi những người thực dân, nhưng sự thay đổi quan trọng nhất xảy ra vào năm 1843 với việc cải tạo địa hình Núi Xanh bởi nhà thực vật học Joseph Dalton Hooker, người đã khuyến nghị trồng cây trên Núi Xanh và thảm thực vật trên sườn núi để khuyến khích đất sâu hơn.
Thực vật thường xuyên được gửi đến từ Anh cho đến khi, vào những năm 1920, ngọn núi vẫn xanh tươi và có thể được mô tả như một khu rừng mây mù đang hoạt động. Mặc dù một số loài có khả năng được du nhập cùng nhau do các mối quan hệ mạng lưới của chúng, cơ chế áp đảo chi phối các mối quan hệ rõ ràng là phù hợp sinh thái. Hệ thống này đã thay đổi đáng kể và thậm chí còn cung cấp các dịch vụ hệ sinh thái như hấp thụ carbon, tất cả là kết quả của sự phù hợp sinh thái. Điều này rất quan trọng trong bối cảnh biến đổi khí hậu vì hai lý do: các loài có thể đang thay đổi đáng kể và sự phù hợp sinh thái là một cơ chế quan trọng để xây dựng các cộng đồng theo thời gian sinh thái, và nó cho thấy rằng các hệ thống do con người tạo ra có thể là một phần không thể thiếu trong việc giảm thiểu biến đổi khí hậu.